# Сала, Пьер
Пьер Сала́ (фр. Pierre Sala; Лион, 1457—Лион, 1529) — французский буржуа, придворный, коллекционер античности и писатель.

## Биография
Выходец из торговой буржуазии Лиона. В 1480 году поступает на службу к будущему королю Карлу VII. Значительную часть своей жизни проводит в путешествиях по Османской империи. Позже становится комнатным дворянином и оруженосцем короля Людовика XII. 
По возвращении в Лион в 1514 году, строит себе дом на склоне холма Фурвьер. Дом становится известен под именем Antiquaille (от фр. Antiquité — Античность) из-за многочисленных археологических находок, сделанных им при строительстве дома и относящихся к римской эпохе. В 1522 году король Франциск I специально приезжает к Сала, чтобы полюбоваться его коллекцией древностей. Сегодня его дом является частью Больницы Антикей.

## Творчество
Произведения П. Сала при жизни автора остались ненапечатанными. В основном они представляют собой компилятивные сочинения, исторические трактаты, переводы, прозаические обработки (в частности, романа Кретьена де Труа «Рыцарь со львом»).

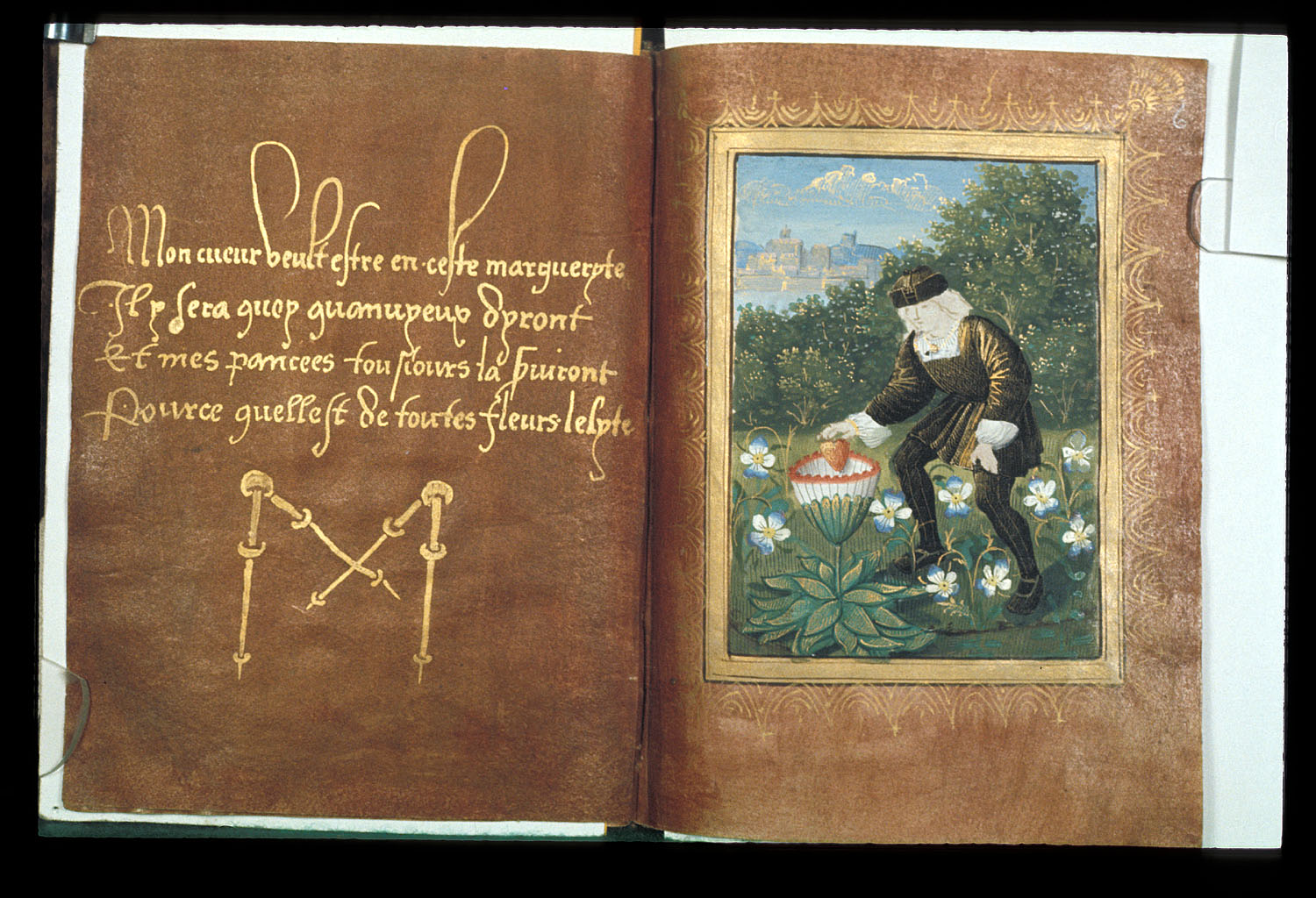
П. Сала «Маленькая книга любви» (размер 13 см. на 9,5 см.)

После 1500 года создал для своей будущей жены Маргариты Буйю (Marguerite Builloud) манускрипт — «Маленькую книгу любви» (Petit Livre d'Amour), представляющую собой сборник стихов и прозы, написанный золотыми чернилами на пурпурном пергаменте, и имеющий оригинальную сумку чехол для ношения на поясе. В настоящее время книга хранится в Британской библиотеке.  
В романе «Тристан» (около 1525-1529 гг.) сюжет перемещён с любви Тристана и Изольды на многочисленные приключения рыцаря. В романе присутствует лишь три свидания Тристана с Изольдой: первое — перед отъездом героя из Тинтажеля, второе — когда Тристан одевается монахом, и третье — по возвращении в Тинтажель, когда король Марк фактически примиряется с любовью Тристана и Изольды (слава о деяниях Тристана становится столь велика, что дядя почитает за лучшее простить его). Французский литературовед Е. М. Винавер так описал рукопись романа Сала: «Тристан и Ланселот. Собрание приключений Тристана и Ланселота, не имеющих ничего общего с известными версиями романа». По мнению литературоведа Михайлова А. Д.: 
Книга Пьера Сала, сохраняя многие черты предшествующего периода, стоит на пороге новой литературной эпохи, представляя собой один из первых образцов авантюрного рыцарского романа, столь типичного для многих европейских ренессансных литератур.

## Сочинения
- Le Petit livre d'amour (Маленькая книга любви, между 1500 и 1519) — рукопись, посвящённая Пьером Сала своей будущей жене Маргерите Бюйу, хранится в Британской библиотеке в Лондоне[6]
- Les Antiquités de Lyon (Лионские древности, около 1520) — рукопись хранится в Национальной библиотеке Франции[7]
- Chevalier au Lion (Рыцарь в Лионе, 1522)
- Tristan (Тристан, около 1525—1529)

## Увековечение
В его честь названа улица во Втором округе Лиона.